# Claudine Dupuis
Claudine Dupuis (1 de mayo de 1924 – 26 de mayo de 1991) fue una actriz cinematográfica de nacionalidad francesa.

## Biografía
Su verdadero nombre era Andrée Esther Chaloum, y nació en París, Francia. En 1951 se casó con el actor y director Alfred Rode, con el cual había trabajado desde 1947. A lo largo de su carrera actuó en Francia, Italia y España, y, no dudando en afirmar su atractivo sexual, a lo largo de una decena de años fue una artista muy popular, trabajando principalmente en películas realizadas por su marido. 
De su filmografía destacan los filmes La Ferme du pendu, C'est la vie Parisienne, o La Môme Pigalle. En 1961 se retiró del mundo del cine para regentar, junto a su madre y su esposo, un hotel restaurante, "Le Moulin de la Planche", cerca de Étampes, instalándose más adelante en Deauville, donde mantuvo un hotel. 
Claudine Dupuis falleció en un hospital de Lisieux, Francia, en 1991, completamente olvidada del público. 

## Filmografía
- 1945 : François Villon, de André Zwoboda, con Serge Reggiani
- 1945 : La Ferme du pendu, de Jean Dréville, con Charles Vanel
- 1946 : La Foire aux chimères, de Pierre Chenal, con Erich von Stroheim
- 1946 : Chemins sans lois, de Guillaume Radot, con Jean Murat
- 1946 : Les Atouts de monsieur Wens, de Emile-Georges De Meyst, con Louis Salou
- 1947 : Quai des Orfèvres, de Henri-Georges Clouzot, con Louis Jouvet
- 1947 : Fort de la solitude, de Robert Vernay, con Paul Bernard
- 1947 : Cargaison clandestine, de Alfred Rode, con Pierre Renoir
- 1948 : La Maudite, de Emile-Georges De Meyst, Norbert Benoit y Marcel Jauniaux, con Marcel Roels
- 1948 : Le Crime des justes, de Jean Gehret, con Jean Debucourt
- 1949 : La Maison du printemps, de Jacques Daroy, con Pierre Dudan
- 1950 : Gli inesorabili, de Camillo Mastrocinque, con Rossano Brazzi
- 1950 : Il bivio, de Fernando Cerchio, con Raf Vallone
- 1951 : Boîte de nuit, de Alfred Rode, con Louis Seigner
- 1951 : Jep le traboucaire, de Jean Faurez, con Franck Villard
- 1951 : Sergil chez les filles, de Jacques Daroy, con Paul Meurisse
- 1952 : Les Sept Péchés capitaux, de Carlo Rim, sketch La gourmandise
- 1952 : Tourbillon, de Alfred Rode, con Jean Servais
- 1953 : La Fille perdue, de Jean Gourguet, con Gérard Landry
- 1953 : Bal der Nationen, de Karl Ritter, con Gustav Fröhlich
- 1954 : C'est... la vie parisienne, de Alfred Rode, con Noël Roquevert
- 1954 : Les pépées font la loi, de Raoul André, con Louis de Funès
- 1955 : La Môme Pigalle, de Alfred Rode, con Jean Tissier
- 1955 : La fierecilla domada, de Antonio Fernández-Román, con Carmen Sevilla
- 1955 : Les Pépées au service secret, de Raoul André, con Raymond Souplex
- 1956 : Beatrice Cenci, de Riccardo Freda, con Gino Cervi
- 1956 : Adorables démons, de Maurice Cloche, con Jean Poiret
- 1957 : Paris clandestin, de Walter Kapps, con Armand Mestral
- 1957 : I dritti, de Mario Amendola, con Alberto Sorrentino
- 1957 : La Fille de feu, de Alfred Rode, con William Marshall
- 1958 : Cuatro en la frontera, de Antonio Santillán, con Frank Latimore
- 1958 : Los Cobardes, de Juan Carlos Thorry, con Yves Massard
- 1959 : Visa pour l'enfer, de Alfred Rode, con Jean Gaven
- 1961 : Dossier 1413, de Michel Boisrond, con Jean Danet

## Teatro
- 1947 : Mort ou vif, de Max Régnier, escenografía de Christian-Gérard, Teatro de l'Étoile